# Saint James Cavalier

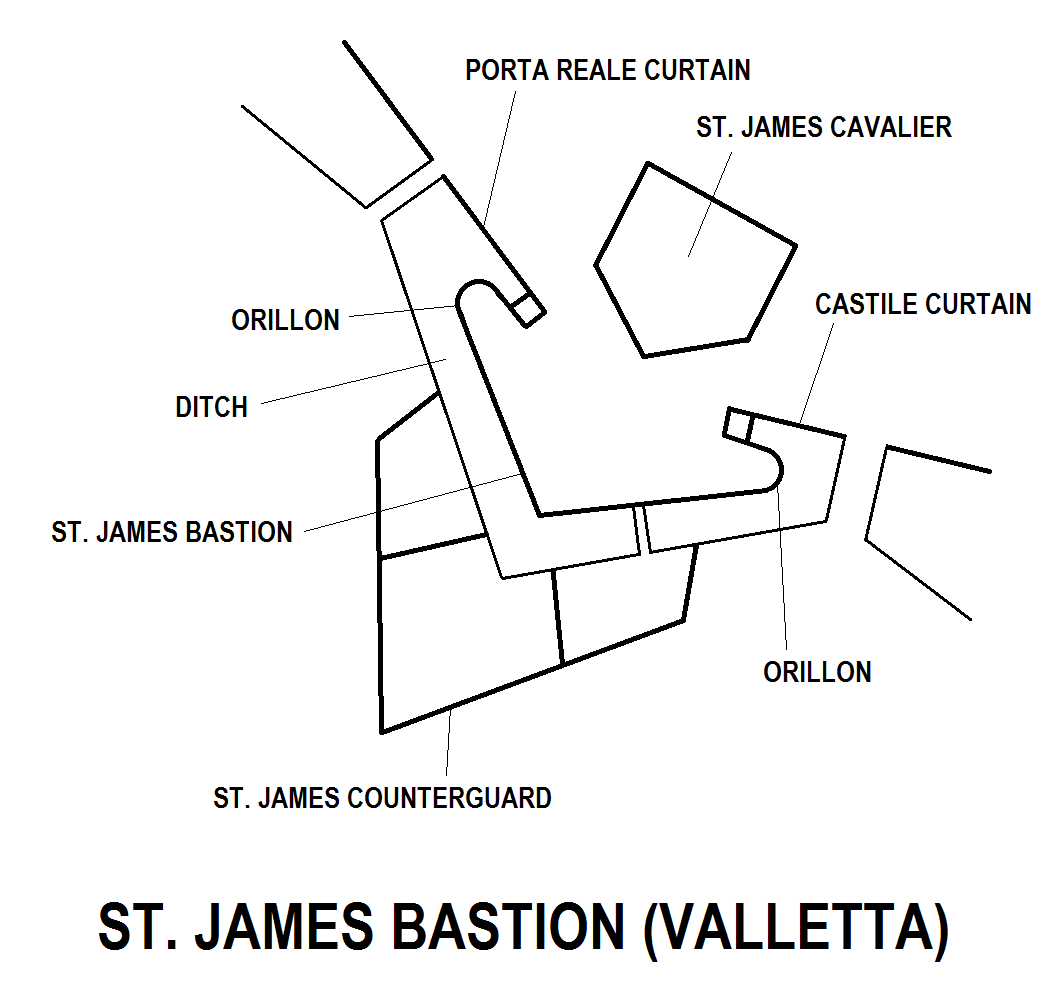
Mapa St. James Bastion z jego nadszańcem (cavalier) i przeciwstrażą (counterguard)

Saint James Cavalier (malt. Kavallier ta' San Ġakbu, pol. Nadszaniec św. Jakuba) – XVI-wieczny nadszaniec w Valletcie na Malcie, zbudowany przez Zakon Joannitów. Góruje on nad St. James’ Bastion, dużym rozwartokątnym bastionem, tworzącym część Valletta Land Front. St. James był jednym z dziewięciu planowanych nadszańców w mieście, jednak jedynie dwa zostały wzniesione (drugim jest bliźniaczy Saint John’s Cavalier). Został zaprojektowany przez włoskiego inżyniera wojskowego Francesco Laparelliego, budowa była nadzorowana przez jego maltańskiego asystenta Girolamo Cassara. St. James Cavalier nie wykorzystano nigdy w żadnym konflikcie zbrojnym, lecz odegrał pewną rolę podczas rewolty księży w roku 1775.
Budowla znana była często jako Tower of the Cavallier lub Cavallier Tower.
Nadszaniec ulokowany jest na Castille Square (Misraħ Kastilja), blisko Zajazdu Kastylijskiego, Centralnego Banku Malty, budynku Parlamentu, Malta Stock Exchange oraz urzędu pocztowego w Dar Annona. Nadszaniec został, jako część Malta’s Millennium Project, odnowiony i mieści dziś centrum kulturalne znane jako Spazju Kreattiv (Przestrzeń Kreatywna).

## Historia

### Rządy Rycerzy Szpitalników
W następstwie Wielkiego Oblężenia Malty w roku 1565, podczas którego Imperium Osmańskie próbowało bez skutku zdobyć Maltę, Zakon Szpitalników św. Jana postanowił na stałe osiąść na wyspie. Zdecydowano wówczas o budowie nowego, ufortyfikowanego miasta, jako nowej stolicy o nazwie Valletta od nazwiska wielkiego mistrza Jeana de Valette. Aby to wykonać, de Valette poprosił różnych europejskich władców o pomoc finansową. Papież Pius V nie tylko pomógł mu materialnie, lecz wysłał również na Maltę włoskiego inżyniera wojskowego Francesco Laparelliego, z zadaniem zaprojektowania fortyfikacji nowej stolicy. Jej budowę rozpoczęto w marcu 1566 roku, prace były kontynuowane przez całą siódmą dekadę XVI wieku. W następstwie wyjazdu Laparelliego z Malty oraz jego niespodziewanej śmierci, budowę miasta powierzono maltańskiemu asystentowi Włocha, architektowi i inżynierowi wojskowemu Girolamo Cassarowi.

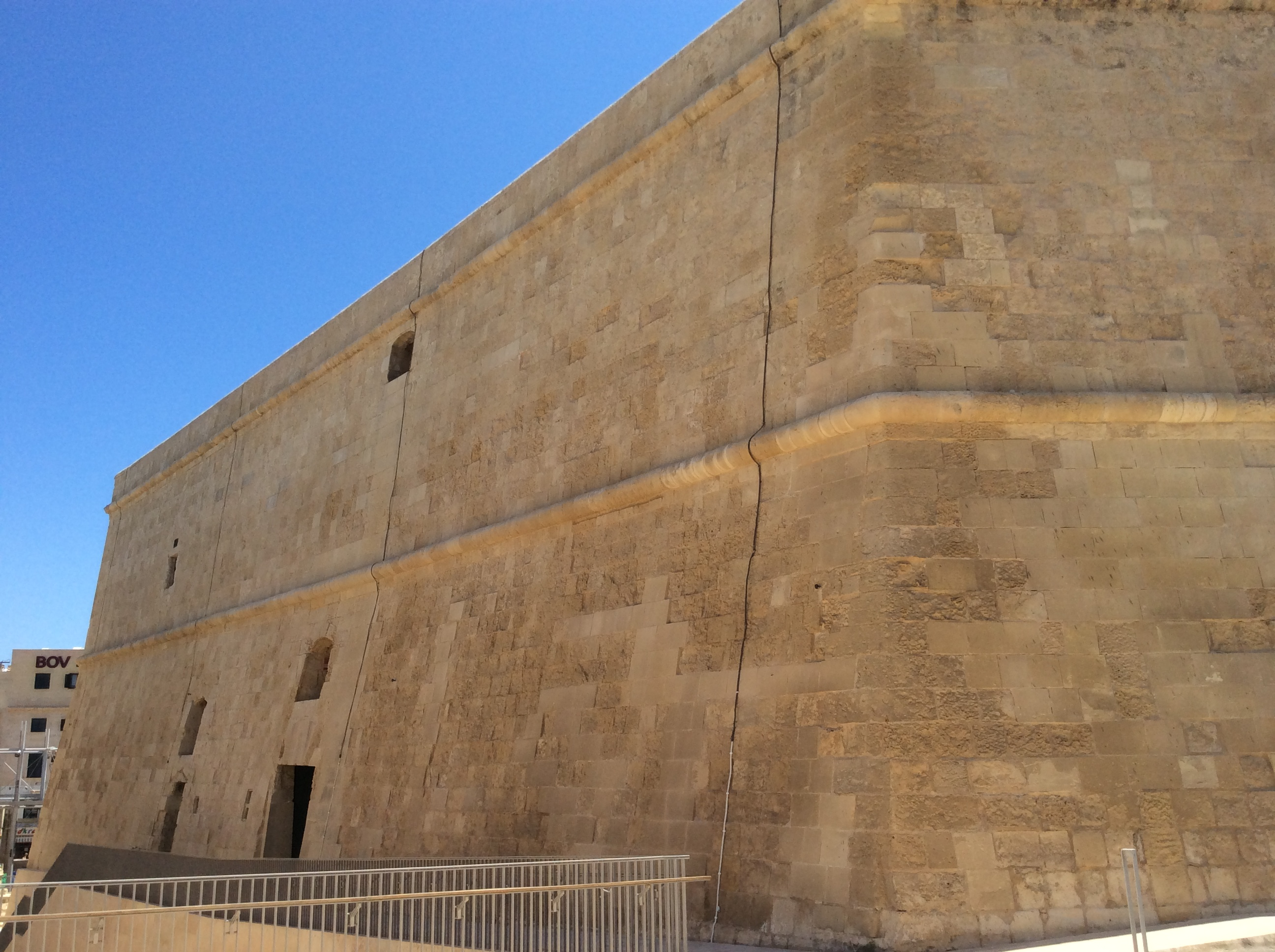
Widok od strony Parliament House

St. James Cavalier był jedną z pierwszych konstrukcji wzniesionych w Valletcie, równocześnie z kościołem Our Lady of Victories i resztą fortyfikacji. Nadszaniec został zbudowany jako podniesiona platforma, na której umieszczono działa broniące miasta przed atakami od strony lądu, z terenu, na którym później zbudowano miasto Floriana. Na równi z obroną wejścia do miasta, St. James Cavalier mógł razić ogniem tych, którzy już przełamali system obronny. Nadszaniec był połączony z Saint John’s Cavalier przez, zablokowany teraz, podziemny korytarz.
Nadszaniec wykorzystywano również jako stację sygnałową. Każdego dnia oddawano trzy serie strzałów: o wschodzie słońca, w południe oraz o zachodzie. Pierwszy i ostatni sygnał oznaczał, odpowiednio, otwarcie i zamknięcie bram miasta. Oddawanie sygnałów z tego miejsca kontynuowano do około roku 1800, kiedy rozpoczęto używać do tego celu pobliską Saluting Battery.

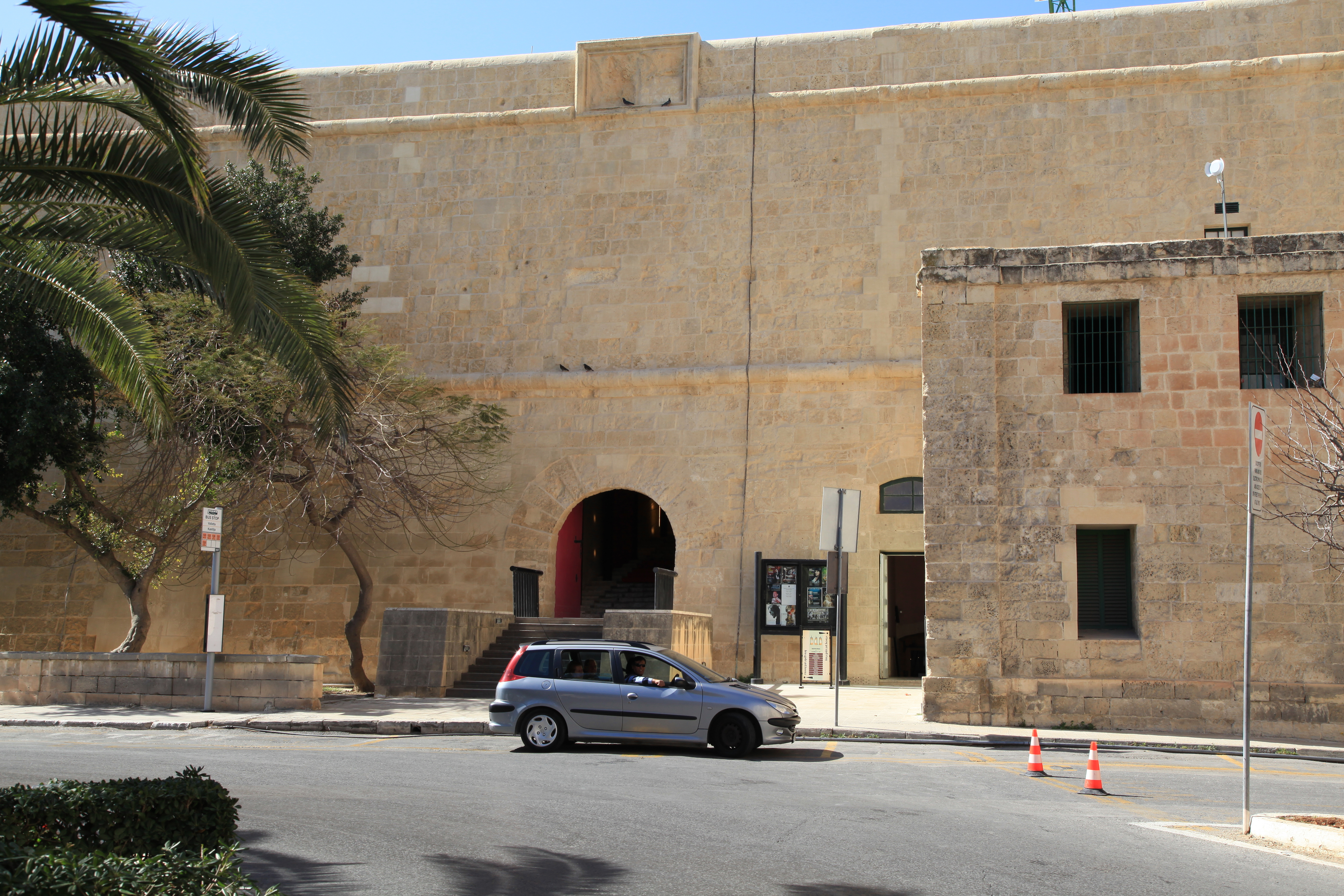
Widok Saint James Cavalier od Castille Square; budynek Dar Annona widoczny po prawej

W roku 1686, podczas rządów Gregorio Carafy, do wschodniej ściany nadszańca doczepiono mały budynek, znany jako Dar Annona. Mieścił on oryginalnie Università dei Grani (instytucję, zajmującą się prowadzeniem działalności związanej z importem zboża i innych produktów spożywczych), dziś znajduje się tam urząd pocztowy.
8 września 1775 roku, podczas powstania księży, St. James Cavalier został zajęty przez rebeliantów. Flaga Zakonu została opuszczona, na maszt podniesiono flagę ze Świętym Pawłem. Rebelianci zajęli też Fort Saint Elmo, lecz Zakon zdołał go odbić po krótkiej wymianie ognia. Krótko po tym, rebelianci na St. James Cavalier również się poddali. Trzech z nich zostało straconych, pozostali wygnani lub uwięzieni. Głowy trzech uśmierconych mężczyzn wystawione były na widok publiczny na rogach nadszańca, lecz zostały stamtąd usunięte krótko po wyborze Emmanuela de Rohan-Polduc na wielkiego mistrza w listopadzie tego samego roku.

### Wiek XIX i XX
Na początku XIX wieku, po przejęciu kontroli nad Maltą, Brytyjczycy przekształcili nadszaniec w mesę oficerską, miejsce, gdzie żołnierze mogli się razem spotykać. W związku z tym poczynione zostały pewne zmiany w konstrukcji budynku, włączając w to wymianę na schody rampy wiodącej na dach, oraz zwiększenie ilości pomieszczeń przez budowę łukowego sklepienia w pomieszczeniu na parterze, tworząc tym dodatkowe piętro. Poczyniono też kroki w celu zwalczania wilgoci wewnątrz budynku.
Później wewnątrz nadszańca zainstalowano dwie cysterny na wodę, pompowaną dla Valletty poprzez Akwedukt Wignacourta. Przetrzymywano tam wodę dla całego miasta.
W roku 1853 padła propozycja, by zburzyć nadszaniec, robiąc miejsce na szpital, lecz nie zostało to zrealizowane.
Podczas II wojny światowej budynek był używany również jako schron przeciwlotniczy, a na jego wyższym piętrze przechowywano żywność dla Navy, Army and Air Force Institutes.
W latach 70. XX wieku Government Printing Press przeniesiony został do St. James Cavalier z Pałacu Wielkiego Mistrza i pozostał tam do roku 1996, kiedy zmienił lokalizację na Marsa Industrial Estate.

### Centrum kulturalne

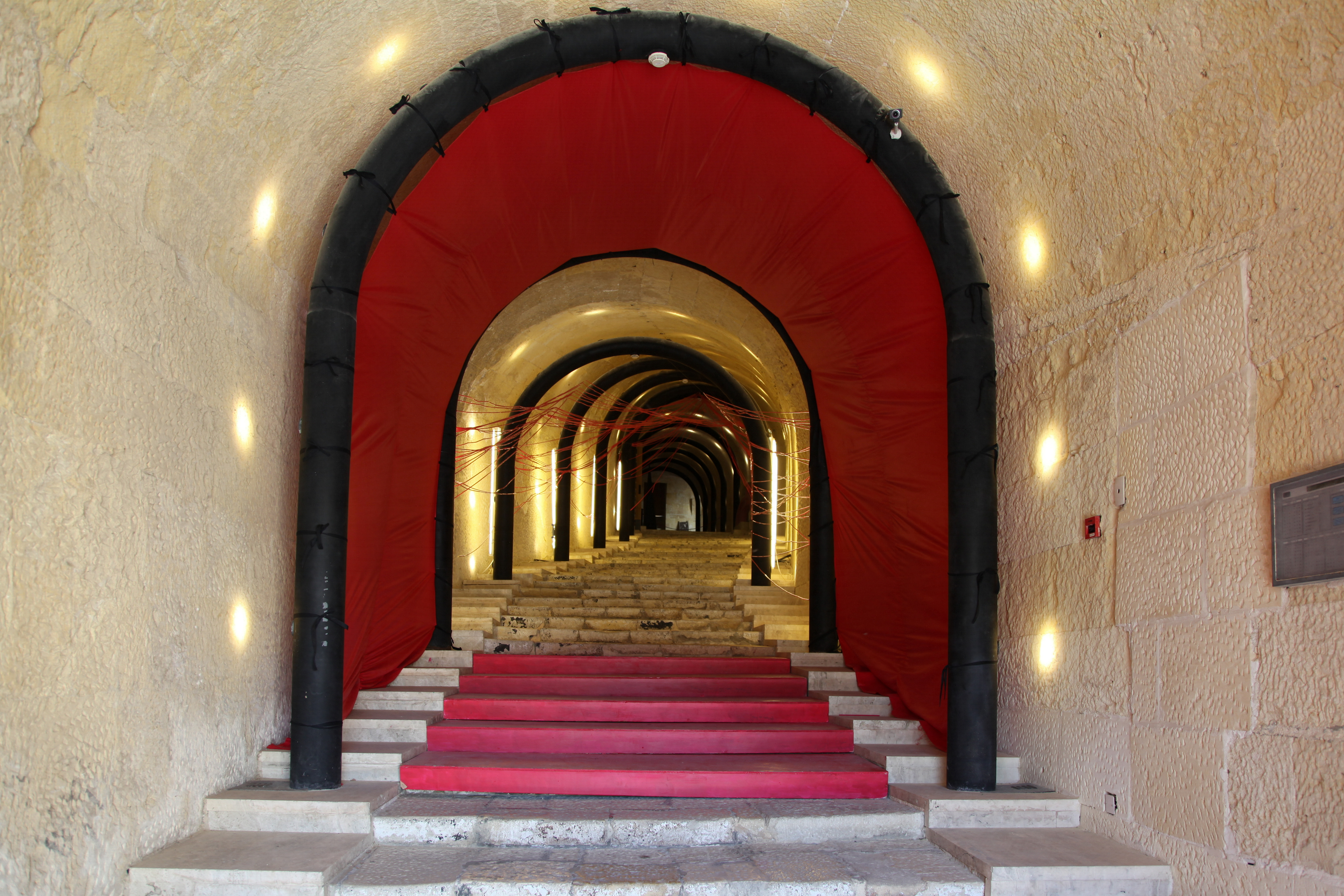
Wnętrze Saint James Cavalier

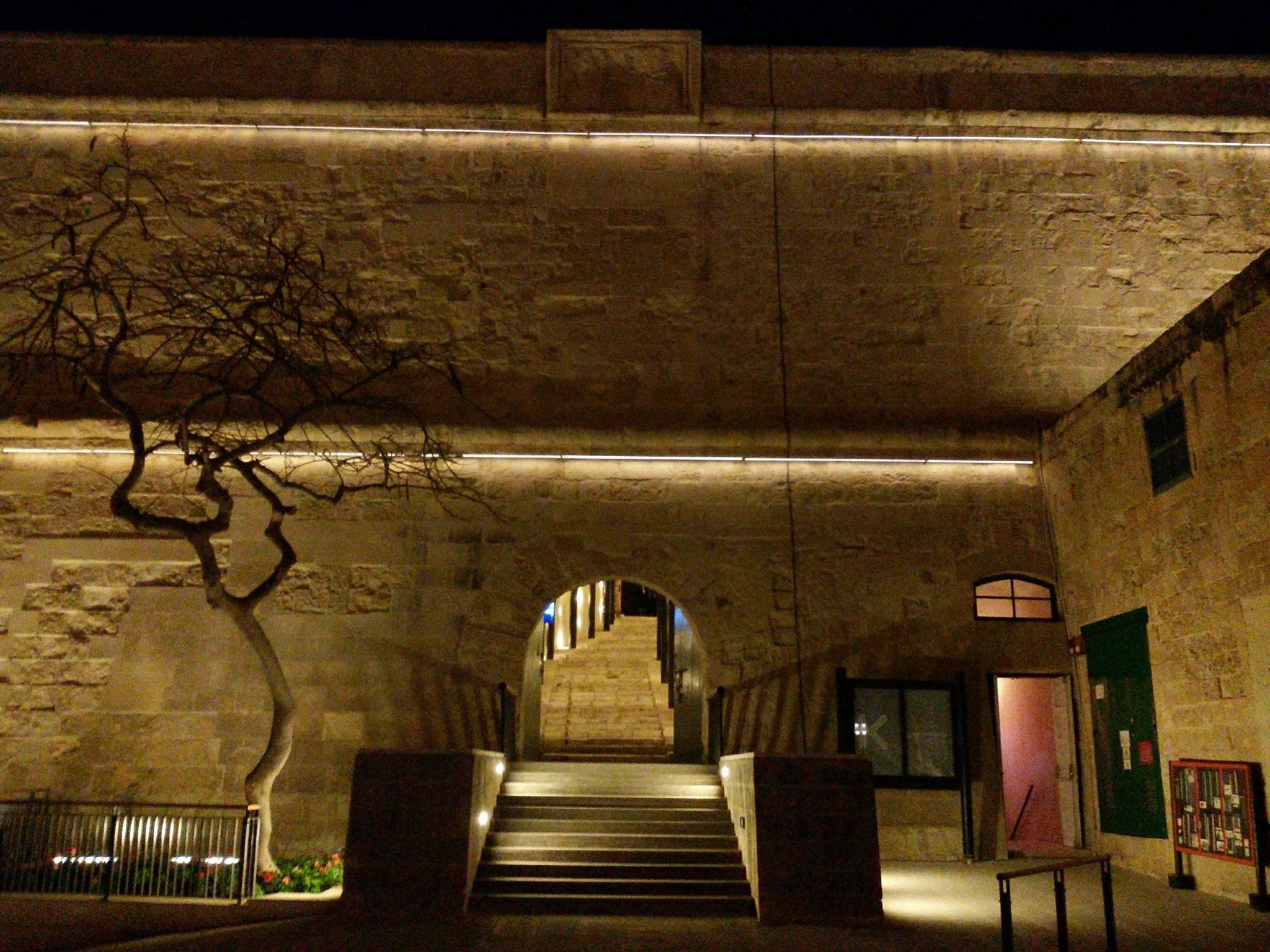
Saint James Cavalier nocą

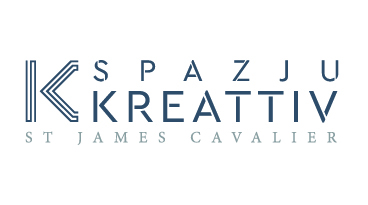
Logo Spazju Kreattiv

W latach 90. XX stulecia rząd Malty zamówił plan ogólny na odnowę miasta Valletta i jego otoczenia. Projekt zawierał renowację St. James Cavalier i przystosowanie go do celów kulturalnych. Praca została rozpoczęta przez maltańskiego architekta Richarda Englanda.
W trakcie renowacji St. James Cavalier przekształcony został z gmachu z zakazem wejścia na przyjmujący gości z zadowoleniem. England opisał cel wykonania tych zmian jako „umożliwienie budynkowi zaspokojenia nowych potrzeb w taki sposób, by respektując przeszłość, akceptować bez obawy pomysły zmian”. Jednak praca jego była przyczyną wielu kontrowersji i została uznana przez wielu Maltańczyków za niezadowalającą, częściowo powodując wstrzymanie innych zaplanowanych projektów w Valletcie i decyzję o zatrudnieniu sławnych architektów (w tym Renzo Piano), a nie Richarda Englanda. Realizację dalszych projektów rozpoczęto w roku 2008, kiedy prace skoncentrowały się na City Gate, miejscu po byłym budynku opery, nowym budynku parlamentu oraz pozostałym terenie wokół wejścia do miasta.
Renowację nadszańca zakończono latem roku 2000 i 22 września tego roku otwarto go jako St James Cavalier, Centre of Creativity, inaugurując działalność wystawą zatytułowaną Art in Malta Today (Sztuka współczesnej Malty). Dziś w cavalier mieści się mały teatr, sala kinowa, pokoje muzyczne i galerie sztuki. Regularnie udostępniane są różnotematyczne wystawy. Od otwarcia centrum przewinęło się przez niego ponad milion zwiedzających. W sierpniu 2015 roku zmieniono nazwę placówki na Spazju Kreattiv (Przestrzeń Kreatywna).
St James Cavalier jest zaliczany do zabytków narodowych klasy 1, jest również ujęty na liście National Inventory of the Cultural Property of the Maltese Islands pod nr 1575.

## Architektura budynku
St. James Cavalier jest olbrzymią platformą artyleryjską z kazamatami, zbudowaną na planie pięciokąta. Przy projektowaniu budowli nie brano pod uwagę względów estetycznych, koncentrując się jedynie na przydatności wojskowej. Pomimo wrażenia wielkości, uzyskiwanego przez zewnętrzny wygląd budynku, połowa konstrukcji wypełniona była ubitą ziemią, a reszta składała się z szeregu rzadkich pomieszczeń oraz rampy, po której wtaczano działa na platformę szczytową.
Nadszaniec zajmuje tylną część St. James’ Bastion. Miał umożliwiać oddawanie strzałów ponad jego parapetem, bez zakłócania ognia artyleryjskiego z bastionu. Na tyłach budowli znajduje się kilka magazynów prochu.